# Mistrovství světa v boxu 1989
V. mistrovství světa v boxu proběhlo v Moskvě, Sovětský svaz ve dnech 17. září až 1. října 1989. Organizátorem turnaje mistrovství světa byla Association Internationale de Boxe Amateur (AIBA).

## Československá stopa
Závěrečná příprava na mistrovství světa proběhla ve dvou fázích na Martinských holiach a dolaďování formy v Dubnici nad Váhom. Trénink vedl šéftrenér reprezentace František Gašparík. Do Dubnice byli pozvaní Michal Franek, Štefan Cirok, Gabriel Hencz, Vladimír Várhegyi, Peter Hrivňák, Ladislav Husárik, Róbert Koller a Tibor Rafael. Ze závěrečné nominace vypadli Gabriel Hencz pro nedolečené zranění, Vladimír Várhegyi za zhoršenou disciplínu a Štefan Cirok, který požádal o uvolnění z reprezentace.
Šéftrenér reprezentace: František Gašparík, trenér reprezentace: Svatopluk Žáček
Na mistrovství světa startovali za Československo 4 boxeři:
- −60 kg: Tibor Rafael (* 1970) ze SVS FMV Praha (TJ Rudá hvězda Ústí nad Labem)
- −63,5 kg: Róbert Koller (* 1968) ze SVS FMV Bratislava (TJ Červená hviezda Bratislava)
- −75 kg: Michal Franek (* 1967) ze SVŠ MV ČSZTV Bratislava (TJ ZŤS Martin)
- −91 kg: Peter Hrivňák (* 1965) ze SVS FMV Praha (TJ Rudá hvězda Ústí nad Labem)
- +91 kg: Ladislav Husárik (* 1964) ze SVS FMV Praha (TJ Rudá hvězda Ústí nad Labem)

Do Moskvy nakonec neodjel Tibor Rafael, který byl vyloučen z reprezentace za hrubé chování k trenéru Františku Gašparíkovi. Rozbuškovou celé aféry byl sparing mezi Rafaelem a Michalem Franekem na závěrečném soustředění, do které oba zangažoval trenér Gašparík. Rafael z tohoto sparingu odešel silně pomlácený – Michal Franek měl 15 kilogramů k dobru a byl znám tím, že své sparingpartnery nešetřil. Následné vtipné narážky trenéra Gašparíka Rafael nerozdýchal.

## Výsledky
| Muži     | Zlato                    | Stříbro                     | Bronz                      | Bronz                      |
| -------- | ------------------------ | --------------------------- | -------------------------- | -------------------------- |
| –48 kg   | Eric Griffin (USA)       | Rogelio Marcelo (CUB)       | Nišan Munčjan (URS)        | Kim Tok-nam (PRK)          |
| –51 kg   | Jurij Arbačakov (URS)    | Pedro Orlando Reyes (CUB)   | I Kwang-sik (PRK)          | Krzysztof Wróblewski (POL) |
| –54 kg   | Enrique Carrión (CUB)    | Serafim Todorov (BUL)       | Luigi Quitadamo (ITA)      | I Jong-ho (PRK)            |
| –57 kg   | Ajrat Chammatov (URS)    | Kirkor Kirkorov (BUL)       | James Nicholson (AUS)      | Arnaldo Mesa (CUB)         |
| –60 kg   | Julio González (CUB)     | Andreas Zülow (GDR)         | Konstantin Czju (URS)      | Tonga McClain (USA)        |
| –63,5 kg | Igor Ružnikov (URS)      | Andreas Otto (GDR)          | Vukašin Dobrašinović (YUG) | Michael Carruth (IRL)      |
| –67 kg   | Francisc Vaştag (ROU)    | Siegfried Mehnert (GDR)     | Vladimir Jereščenko (URS)  | Raúl Márquez (USA)         |
| –71 kg   | Israel Akopkochjan (URS) | Torsten Schmitz (GDR)       | Rudel Obreja (ROU)         | Kabárí Sálim (EGY)         |
| –75 kg   | Andrej Kurňavka (URS)    | Ángel Espinosa (CUB)        | Zoltán Fuzesy (HUN)        | Sven Ottke (FRG)           |
| –81 kg   | Henry Maske (GDR)        | Pablo Romero (CUB)          | Nurmagomed Šanavazov (URS) | Sandór Hranek (HUN)        |
| –91 kg   | Félix Savón (CUB)        | Jevgenij Sudakov (URS)      | Bert Teuchert (FRG)        | Axel Schulz (GDR)          |
| +91 kg   | Roberto Balado (CUB)     | Alexandr Mirošnyčenko (URS) | Ladislav Husárik (TCH)     | Maik Heydeck (GDR)         |

## Medailová bilance
V boxu se rozdělilo celkem 12 sad medailí.
| Pořadí | Stát                                   |       | Muži    | Muži  | Muži | Celkem |
| Pořadí | Stát                                   | Zlato | Stříbro | Bronz |      | Celkem |
| ------ | -------------------------------------- | ----- | ------- | ----- | ---- | ------ |
| 1.     | Sovětský svaz (URS)                    |       | 5       | 2     | 4    | 11     |
| 2.     | Kuba (CUB)                             |       | 4       | 4     | 1    | 9      |
| 3.     | Východní Německo (GDR)                 |       | 1       | 4     | 2    | 7      |
| 4.     | USA (USA)                              |       | 1       | 0     | 2    | 3      |
| 5.     | Rumunská socialistická republika (ROU) |       | 1       | 0     | 1    | 2      |
| 6.     | Bulharská lidová republika (BUL)       |       | 0       | 2     | 0    | 2      |
| 7.     | Severní Korea (PRK)                    |       | 0       | 0     | 3    | 3      |
| 8.     | Maďarská lidová republika (HUN)        |       | 0       | 0     | 2    | 2      |
| 8.     | Západní Německo (FRG)                  |       | 0       | 0     | 2    | 2      |
| 10.    | Austrálie (AUS)                        |       | 0       | 0     | 1    | 1      |
| 10.    | Československo (TCH)                   |       | 0       | 0     | 1    | 1      |
| 10.    | Egypt (EGY)                            |       | 0       | 0     | 1    | 1      |
| 10.    | Irsko (IRL)                            |       | 0       | 0     | 1    | 1      |
| 10.    | Itálie (ITA)                           |       | 0       | 0     | 1    | 1      |
| 10.    | Polsko (POL)                           |       | 0       | 0     | 1    | 1      |
| 10.    | Jugoslávie (YUG)                       |       | 0       | 0     | 1    | 1      |
| Celkem | Celkem                                 |       | 12      | 12    | 24   | 48     |